# Al-Kamil Muhammad
Al-Kamil Muhammad, arab. الكامل محمد pełne imię: al-Malik al-Kamil Nasir ad-Din Abu al-Ma'ali Muhammad ibn Ghazi (zm. 1260) – ostatni ajjubidzki sułtan Majjafarikinu, panujący w latach 1247-1260.
Był synem Al-Muzaffara Ghaziego (1220 - 1247), po którym objął władzę w roku 1247. Jeszcze w tym samym roku musiał odpierać atak Mongołów, po którym to wydarzeniu odwiedził swojego kuzyna, sułtana Aleppo i Damaszku An-Nasira (1236 - 1260), chcąc go przekonać do wspólnej akcji przeciwko zagrożeniu ze wschodu. An-Nasir jednak odmówił, miał bowiem nadzieję na porozumienie się z Mongołami za pomocą swojej dyplomacji. W maju/czerwcu 1252 roku Majjafarikin zaatakował Bajdżu. Al-Kamil zdążył uciec niedługo przed atakiem do Hisn Kajfy (dzis. Hasankeyf) i wysłał swojego brata Al-Aszrafa Musę do Batu-chana (1227 - 1255). Batu zgodził się by Bajdżu odstąpił od oblężenia, jednak pod warunkiem że Al-Kamil osobiście uda się do Karakorum by złożyć hołd Wielkiemu Chanowi. Bajdżu zgodnie z wolą Batu natychmiast odstąpił od miasta, jednak według niektórych źródeł pozostawił po sobie 20 tys. zabitych w spustoszonej okolicy. Al-Kamil wyruszył do Karakorum pod koniec lutego 1253 roku i uznał władzę Möngkego (1251 - 1259).
Po powrocie do  swoich posiadłości na początku 1257 roku Al-Kamil natychmiast zrzucił zwierzchnictwo mongolskie. W lutym 1258 roku Hulagu-chan (1256 - 1265) zdobył Bagdad, a w październiku/listopadzie tego samego roku jego syn Taszmut rozpoczął oblężenie Majjafarikinu. Pomimo dzielnego oporu obrońców miasto padło 7 kwietnia 1260 roku. Al-Kamil i jego brat Al-Aszraf zostali dostarczeni Hulagu, który zabił osobiście ich obu. Podobno ciało Al-Kamila było obwożone po kilku miastach Al-Dżaziry i Syrii dopóki ostatecznie nie zostało powieszone w bramie Damaszku. Zostało pochowane tutaj w meczecie Husajna kiedy miasto zostało odbite przez muzułmanów.